# Trigonotis ciliolata
Trigonotis ciliolata är en strävbladig växtart som beskrevs av Ivan Murray Johnston. Trigonotis ciliolata ingår i släktet Trigonotis och familjen strävbladiga växter. Inga underarter finns listade i Catalogue of Life.